# St. Ägidius (Obertiefenbach)
Koordinaten: 50° 27′ 27″ N, 8° 7′ 21″ O
Die Kirche St. Ägidius ist das Wahrzeichen des Ortsteils Obertiefenbach der hessischen Gemeinde Beselich im Landkreis Limburg-Weilburg. Sie war bis Jahresende 2019 im Eigentum der katholischen Kirchengemeinde St. Ägidius Beselich-Obertiefenbach im Bistum Limburg. Seit Jahresanfang 2020 gehört sie zur Pfarrei St. Johannes Nepomuk Hadamar.

## Geografische Lage
Der Ort Obertiefenbach, in dessen Dorfmitte sich die Kirche befindet, liegt am nordöstlichen Rand des Limburger Beckens, am Rand des Lahntals und am Südosthang des Westerwaldes 220 m über NN in Mittelhessen. Schon von weitem sichtbar ist der Beselicher Kopf (296 m) mit der Wallfahrtskapelle „Maria Hilf“ und der Klosterruine Beselich, welcher an der nordöstlichen Seite der Gemarkung steht. Obertiefenbach befindet sich im Tal des Tiefenbachs zentral im Landkreis Limburg-Weilburg (Mittelhessen). Die Kirche befindet sich im Zentrum des Ortes in der Straße „An der Kirche“ auf dem Kirchberg. Die im Jahr 1816 erfolgte neue Straßenführung der Langen Meil (Bundesstraße 49) wurde auf die Spitze ihres weithin sichtbaren Kirchturms ausgerichtet. Das direkt neben der Kirche befindliche Pfarrhaus wurde im Jahr 1875 neu erbaut.

## Gebäude und Ausstattung

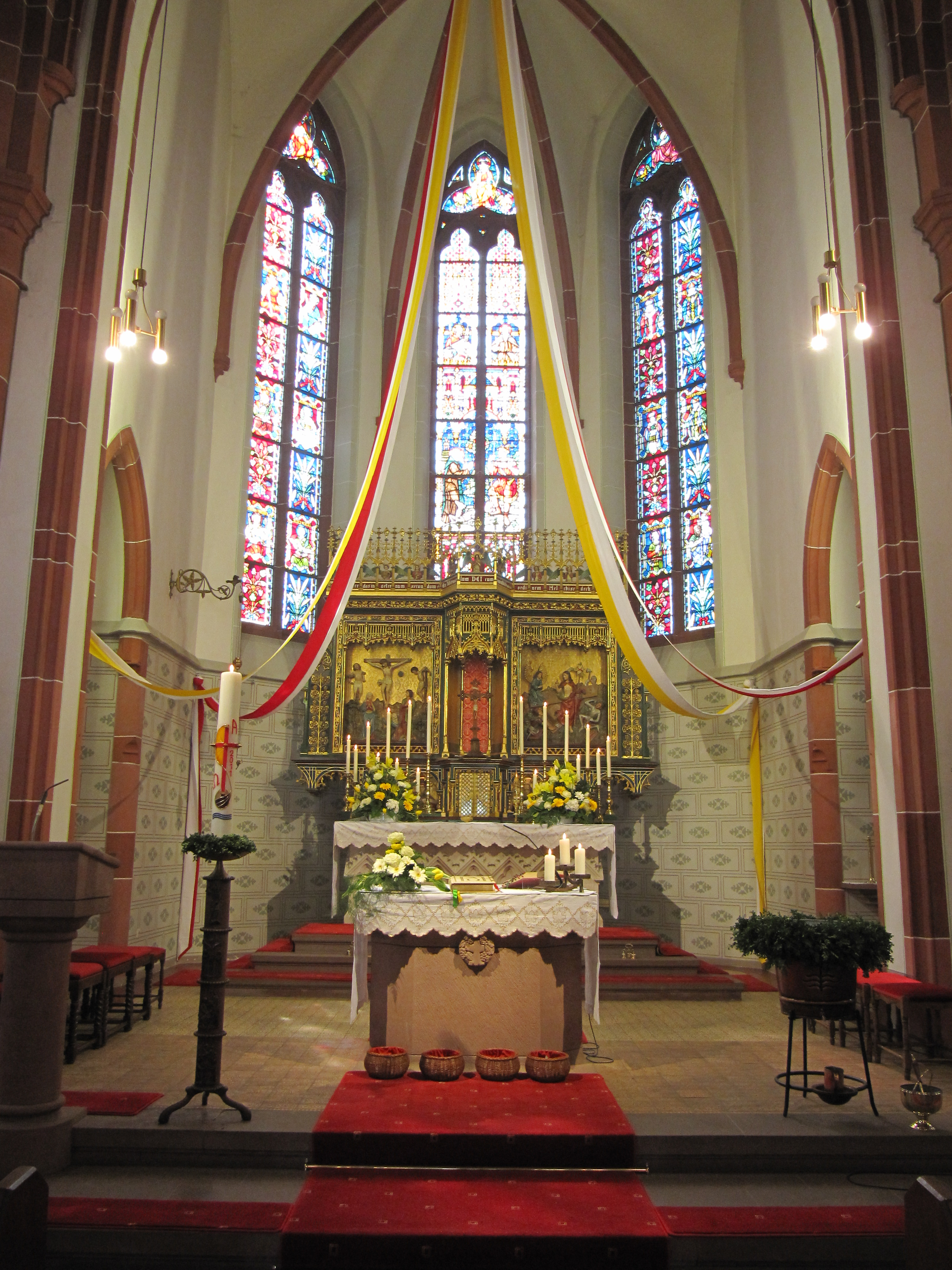
Katholische Kirche "St. Ägidius", Innenansicht

Diese am 1. September 1888 eingeweihte neugotische Kirche ersetzt die im Jahr 1733 auf dem Kirchberg erbaute und 1884 wegen Baumängeln und aus Kapazitätsgründen niedergelegte Barockkirche. Architekt war Max Meckel, Diözesanbaumeister des Bistums Limburg von 1887 bis 1892. Dabei blieb nur der im Kern romanische Kirchturm bestehen. Das Kirchenschiff wurde um 90 Grad gedreht. Die dreischiffige Kirche in Form eines Backsteinbaus ist dem heiligen Ägidius geweiht und ist reich gegliedert: Das Hauptportal mit großem Emporenfenster bildet die festliche Fassade. Am Seiteneingang nach der Straßenseite befindet sich ein großes Seitenfenster, wodurch der Eindruck wie die Anlage eines Querschiffes erreicht wird. Auf der Südseite beleben drei Choranlagen mit Fenstern das äußere Bild. Auf der Turmseite im Inneren bildet eine zusätzliche Empore mit einem Fresko einer Szene aus dem Leben des Schutzpatrons St. Ägidius die Entsprechung zum großen Fenster über dem linken Seiteneingang. Nach dem Brand des Turms infolge eines Blitzschlags am Fronleichnamstag 1899 wurde dieser um ein Stockwerk aus Holz erhöht und erhielt seinen feingliedrigen neugotischen Helm mit vier Ecktürmchen nach dem Vorbild des Villmarer Kirchturms. Die Gesamthöhe beträgt 54 m.
Die Säulenfüße und Gewölbeansätze in den drei Chören (Haupt-, Marien- und Josefsaltar) finden sich bereits in der Zeit der Hochgotik. Den gotischen Deckengewölberaum tragen 10 freistehende Säulen, eine jede beginnt auf vierkantigem Fuß. Schmäler werdend verspringt das Viereck zum Achteck. In der Höhe entfalten sich die Säulen zu sechseckigen Kapitellen, sie tragen das Geäst der Gewölberippen. Die Rippen sind kantig und rot gestrichen; die Steinglieder sind durch weiße Querlinien angedeutet. Die dem Raum innewohnende Dynamik führt den Blick nach vorn zu den buntes Licht spendenden Fenstern in Haupt- und Nebenchören mit den drei aussageträchtigen Altären.

### Hauptaltar
Der Hauptaltar hält eine anschauliche stumme Predigt: Er symbolisiert die Frohbotschaft des Evangeliums auf der Basis der vier großen Propheten des Alten Bundes – Jesaja, Jeremia, Ezechiel und Daniel. Der erlösende Tod Christi ist die stumme Verkündigung des linken Altarblattes. Die Vollendung der Erlösung im Sieg Christi über die Macht des Todes wird im rechten Altarblatt veranschaulicht. Nicht mehr vorhanden ist der turmartige Aufbau mit einer Figur des auferstandenen Christus, der den Abschluss der Szenerie, Kreuzigung, Auferstehung und Himmelfahrt bildete. Die Chöre der Engel in der bekrönenden Ornamentik über den Altarbildern preisen Gott mit ihren Musikinstrumenten.

### Marienaltar
Der Marienaltar befindet sich im linken Chor. Dort hat der Künstler mit dem kleinen Johannes dem Täufer die direkten Ahnen des Erlösers dargestellt. Eine Taube schwebt darüber – sie ist ein Zeichen für das immerwährende Wirken des Heiligen Geistes. Auf dem linken Seitenflügel ist die Verkündigung Mariens dargestellt. Der rechte Flügel zeigt Maria mit einem Buch kniend, wie sie hinhorcht, was Gott ihr sagen will. Auf dem Sockel ist das durchbohrte, dornengekrönte Herz des Erlösers als Zusammenfassung der gesamten Heilsgeschichte gemalt. In der Weihnachtszeit ist im Chor des Marienaltars die Weihnachtskrippe aufgebaut.

### Josefsaltar
Das Hauptbild des im rechten Chor befindlichen Josefaltares zeigt, wie der gläubige Josef, gesegnet von Jesus und gepflegt von Maria, auf dem Sterbebett gottergeben sein Leben beendet. Die übrigen vier Bilder stellen die Verlobung Marias und Josefs, die Flucht nach Ägypten, die Geburt Christi und den zwölfjährigen Jesus bei der Auslegung der Schriften des Alten Testamentes vor den Gelehrten im Tempel von Jerusalem dar. Vor diesem Chor steht das aus schwarzem Marmor im Jahr 1718 hergestellte Taufbecken, dessen Metalldeckel (mit den Symbolen Fisch und Taube) aus dem Jahr 1956 stammt.

### Kreuzweg und Pietà
Das Leiden Christi wird in den 14 Stationen des Kreuzweges an den Seitenwänden der Kirche dargestellt. In einer Nische vor dem Marienaltar befinden sich eine von Wilhelm Johann Metz im Jahr 1911 gestiftete Pietà und darunter das Grabmal Jesu, welches nur von Karfreitag bis zur Osternacht geöffnet wird.

### Kirchenfenster
Das Morgenlicht lässt alle Chorfenster in vollem Glanz erstrahlen. Sie zeigen im höchsten Punkt Gott als Herrscher, den die Engel anbeten, inmitten der Heiligen ‒ als Heilige aus jedem Stand sind stellvertretend die Vierzehn Nothelfer dargestellt. Die mittleren Seitenchoranlagen sind der Gottesmutter Maria und dem Pflegevater Jesu, dem heiligen Josef, gewidmet. Ohne figürliche Darstellungen sind alle anderen Fenster der Kirche. Die Ränder sind beiderseits in Gelb bis Goldgelb gehalten. Den oberen und unteren Abschluss bilden modern, abstrakt verfremdete Quasten, Türmchen und Blumen in allen Abstufungen blauer Farbtöne, in Rot und Gelbgrün. Die gesamte Fensterfläche ist in kleine, durch Bleibänder zusammengehaltene Dreiecksfelder unterteilt. Im großen Emporenfenster über der Hauptempore herrschen die Farben Rot und Blau vor, es ist ein schönes Beispiel ornamentalen Glasmosaiks.

### Taufkapelle
Am hinteren rechten Seiteneingang befindet sich die Taufkapelle, in deren Mitte das steinerne Taufbecken stand (jetzt vorm Josefsaltar). Die in neugotischer Glasmalerei ausgestatteten Fenster zeigen sehr eindrucksvoll die Taufe Jesu im Jordan.

### Glocken
Die in dem im Jahr 1733 erbauten Kirchturm hängenden zwei Glocken wurden 1807 am Kirchplatz umgegossen und wogen 13 und 6 Zentner. Nach dem Turmbrand infolge eines Blitzschlags am Fronleichnamstag 1899 wurde dieser um ein Stockwerk aus Holz erhöht, damit das Glockengeläut weiter zu hören war. Im Folgejahr goss der Glockengießer Rincker aus Sinn unter Verwendung des Metalls der alten Glocken folgende vier neue mit den Tönen f, g a, und e: Ave Maria (18 Zentner), St. Joseph (16 Ztr.), St. Ägidius (8,4 Ztr.), St. Magdalena (4,8 Ztr.). Während des Ersten Weltkriegs wurden diese Glocken mit Ausnahme der größten eingeschmolzen. Als Ersatz erhielt der Turm im Jahr 1922 eine Friedensglocke (8,2 Ztr.) und eine Ägidiusglocke, die wieder vom Glockengießer Rincker hergestellt waren. Im Zweiten Weltkrieg musste das Dorf wieder seine Glocken – mit Ausnahme der Ägidiusglocke – für die Waffenproduktion hergeben. Im Jahr 1948 komplettierte die Glockengießerei Rincker das Geläut um drei Kirchenglocken. Dieses Vollgeläut besteht seit dieser Zeit unverändert:
| Nr. | Name                      | Gussjahr | Gießer, Gussort     | Nominal (HT-1/16) | Gewicht (kg) | Durchmesser (mm) | Inschrift                                                                                                 |
| 1   | Zu Ehren des hl. Ägidius  | 1922     | Firma Rincker, Sinn | c1 +1             | 229          |                  | Abstulit me bellum – Renovavit pax – Sancti Aegidii laudes cano.                                          |
| 2   | Zu Ehren der Muttergottes | 1948     | Firma Rincker, Sinn | f1 +1             | 760          | 1100             | Ave Maria! Quos Mars abripuit – Sonitu lugubriter plango. Cum resonat mea vox dicite: Pax illis et nobis. |
| 3   | Zu Ehren des hl. Josef    | 1948     | Firma Rincker, Sinn | g1 +1             | 541          | 980              | Fac nos innocuam Joseph – Decurrere vitam sitque tuo semper tuta patrocinio.                              |
| 4   | Armsünderglocke           | 1948     | Firma Rincker, Sinn | a1 +2             | 393          | 880              | Jesu medela vulnerum – Spes una poenitentium – Per Magdalenae lacrima – Peccata nostra diluas.            |

### Orgel
Die heutige auf der Hauptempore befindliche Orgel löste die am 31. August 1887 von dem Würzburger Orgelfabrikanten Balthasar Schlimbach eingebaute alte Orgel ab, welche wiederum die vorherige von Orgelbauer Daniel Raßmann aus dem Jahr 1844 ersetzte. Die Orgel Opus 4758 der Ludwigsburger Firma Walcker & Cie. wurde vom Orgelbauer Heinze intoniert und am 30. Januar 1966 feierlich eingeweiht. Sie verfügt über 33 Register, die auf zwei Manuale und Pedal verteilt sind. Das Instrument wurde mit Schleifladen ausgestattet, die Spieltraktur ist mechanisch, die Registertraktur elektrisch angelegt. Die Disposition lautet wie folgt:
| I Hauptwerk C–g3 |                |              |
| 1.               | Quintade       | 16′          |
| 2.               | Prinzipal      | 8′           |
| 3.               | Rohrflöte      | 8′           |
| 4.               | Viola di Gamba | 8′           |
| 5.               | Oktave         | 4′           |
| 6.               | Koppelflöte    | 4′           |
| 7.               | Oktave         | 2′           |
| 8.               | Sesquialter II | 2 ⁄3′+1 3⁄5′ |
| 9.               | Mixtur IV–VI   | 1 ⁄3′        |
| 10.              | Trompete       | 8′           |

| II Schwellwerk C–g3 |              |            |
| 11.                 | Holzgedackt  | 8′         |
| 12.                 | Weidenpfeife | 8′         |
| 13.                 | Quintade     | 8′         |
| 14.                 | Prinzipal    | 4′         |
| 15.                 | Rohrflöte    | 4′         |
| 16.                 | Nasard       | 2 ⁄3′      |
| 17.                 | Blockflöte   | 2′         |
| 18.                 | Terz         | 1 3⁄5′     |
| 19.                 | Oberton II   | 1 ⁄7′+8⁄9′ |
| 20.                 | Oktave       | 1′         |
| 21.                 | Mixtur V     | 2′         |
| 22.                 | Zimbel II    | 2⁄3′+1⁄2′  |
| 23.                 | Fagott       | 16′        |
| 24.                 | Franz. Oboe  | 8′         |
|                     | Tremulant    |            |

| Pedal C–f1 |              |       |
| 25.        | Prinzipalbaß | 16′   |
| 26.        | Subbaß       | 16′   |
| 27.        | Oktavbaß     | 8′    |
| 28.        | Gedecktbaß   | 8′    |
| 29.        | Choralbaß    | 4′+2′ |
| 30.        | Spitzflöte   | 4′    |
| 31.        | Mixtur V     | 2 ⁄3′ |
| 32.        | Posaune      | 16′   |
| 33.        | Trompete     | 8′    |

- Koppeln: II/I, I/P, II/P
- Spielhilfen: 3 freie Kombinationen, Tutti[3]

## Heutige Nutzung
Die Kirche „St. Ägidius“ in Obertiefenbach, die zum Kirchenbezirk Limburg gehört, wird für sämtliche Gottesdienste und auch für Konzerte genutzt. Es finden dort außerdem Taufen, Eheschließungen und Trauergottesdienste statt. Der im Sommer 1940 gegründete Kirchenchor „St. Ägidius“ verschönert gesanglich insbesondere an Feiertagen die Gottesdienste. Eine große Zahl von Messdienerinnen und Messdienern unterstützen neben Gemeindereferentin, Küster, Organist, Lektoren und Kommunionhelfern den diensthabenden Pfarrer beim Gottesdienst. Für die Belange rund um die Kirche sind der Pfarrgemeinderat und der Verwaltungsrat, sowie der Ortsausschuss tätig. Das Leben der Kirchengemeinde wird durch die seit 1945 bestehende Frauengemeinschaft mit den Gruppen „St. Elisabeth“, „St. Rita“ und „St. Christina“ sowie durch die seit 2. Oktober 1959 bestehende katholische öffentliche Bücherei gestaltet. Das am 27. Oktober 1959 gegründete katholische Männerwerk betreibt seit dem 14. März 1998 die Obertiefenbacher Heimatstube. Die Aktivitäten der Gruppierungen finden insbesondere im nahegelegenen Pfarrheim Alte Schule statt. Die Kirche ist Ausgangspunkt für die alljährlich durch die Straßen des Ortes ziehende und mit Blasmusik sowie Fahnen der örtlichen Vereine begleitete Fronleichnamsprozession.
Zusätzlich zum Denkmalschutz besitzt die Kirche den Schutzstatus für den Kriegsfall nach der Haager Konvention.

## Pfarrer und Pfarrverwalter der ehemaligen Pfarrei St. Ägidius
Durch die bewegte Geschichte Deutschlands in den letzten zwei Jahrhunderten, die sich in sehr unterschiedlichen Staatsformen – von der Monarchie über die Diktatur des Naziregimes bis hin zur Demokratie – widerspiegelt, war es für die katholische Bevölkerung Obertiefenbachs wichtig, einen Pfarrer im Ort als Ansprechpartner zu haben. Die nachfolgende chronologisch aufgebaute Aufstellung der Pfarrer und Pfarrverwalter dieser Pfarrei ist aus historischen Aufzeichnungen entstanden.
- um 1347: Pfarrer Konrad, als Siegler genannt
- um 1450: Pfarrer Heymann, als Siegler genannt
- um 1451: Pfarrer Weber, Siegfried
- etwa 1557–1587: Pfarrer Wolf, Heinrich, zuerst katholischer, dann lutherischer Pfarrer
- 1587–etwa 1630: Pfarrer Curtius, Vinzenz, reformierter Pfarrer
- um 1633: Pfarrer Niesener, Philipp, reformierter Pfarrer
- 1650–1657: mehrere Jesuiten, von Hadamar aus wirkend
- 1657–1662: Pfarrer Pater Feiner, Wilhelm, Prämonstratenser von Arnstein
- 1662–1687: Pfarrer Henzen, Georg
- 1687–1690: Pfarrer Türck, Adam
- 1690–1699: Pfarrer Türck, Johann Georg
- 1699–1728: Pfarrer Voshagen, Paulinus (Pater Pleutgen, Karolus, zeitweise als Aushilfe (von Arnstein))
- 1728–1741: Pfarrer Orth, Josef
- 1741–1761: Pfarrer Keßler, Bartholomäus Josef
- 1761–1765: Pfarrer Schuld, Johannes
- 1761:	Pfarrer Hungrichhäuser, Gegenpfarrer der Herrschaft Salm-Salm
- 1765–1809: Pfarrer Lohr, Johannes
- 1809–1810: Pfarrverwalter Devora, Josef Ignaz Anton
- 1810–1829: Pfarrer Wagner, Wilhelm (seit 1777 als Pater Bertrand, Franziskaner)
- 1829–1830: Pfarrverwalter Stadtmüller, Sebastian
- 1830–1833: Pfarrer Münik, Johannes Joseph
- 1833:	Pfarrverwalter Ruckes, Wilhelm Johannes
- 1834–1879: Pfarrer Vogt, Peter
- 1854–1855: Pfarrverwalter Ehrlich, Johann
- 1855:	Pfarrverwalter Kaplan Kärcher, Friedrich
- 1868–1870: Pfarrverwalter Weyand, Sebastian
- 1871:	Pfarrverwalter Poggemann, Ferdinand
- 1871–1873: Pfarrverwalter Schräder, Johannes
- 1873–1886: Titularpfarrer Schräder, Johannes
- 1886–1895: Pfarrer Schräder, Johannes
- 1895:	Pfarrverwalter Planz, Kilian
- 1895–1904: Pfarrer Monreal, Karl
- 1903–1905: Pfarrverwalter Klohmann, Franz
- 1905–1926: Pfarrer Weidenfeller, Friedrich
- 1926–1927: Pfarrverwalter Schmidt, Ernst
- 1927–1951: Pfarrer Herzmann, Peter
- 1951: Pfarrverwalter Arthen, Alfons
- 1951–1981: Pfarrer Heyer, Hermann-Josef
- 1981–1995: Pfarrer Gutensohn, Günther
- 1995–1996: Pfarrverwalter Kamphusmann, Alfons
- 1996–1999: Pfarrer Pater Hoffmann, Bernhard (Pallottiner)
- 1999–2000: Pfarrverwalter Latzel, Otto
- 2000–2007: Pfarrer Latzel, Otto
- 2007–2017: Pfarrer Mawanzi, César
- 2017–2019: Pfarrer Fuchs, Andreas

Der polnische Theologie-Professor Peter Jaskola übt seit Sommer 1993 jährlich mehrere Wochen sein Priesteramt in diesem Kirchort aus.
Am 24. November 2019 wurde die Gründungsvereinbarung zur Zusammenführung von neun bisherigen Kirchengemeinden zur neuen Pfarrei St. Johannes Nepomuk Hadamar auch vom Pfarrgemeinderat und Verwaltungsrat „St. Ägidius“ Obertiefenbach unterzeichnet. Dem Kirchort „St. Ägidius“ Obertiefenbach stand bis zum 26. November 2024 Andreas Fuchs als Pfarrer vor. Am 19. Januar 2025 erfolgte die Einführung von Pfarrer Stephan Gras.

## Besondere Ansichten

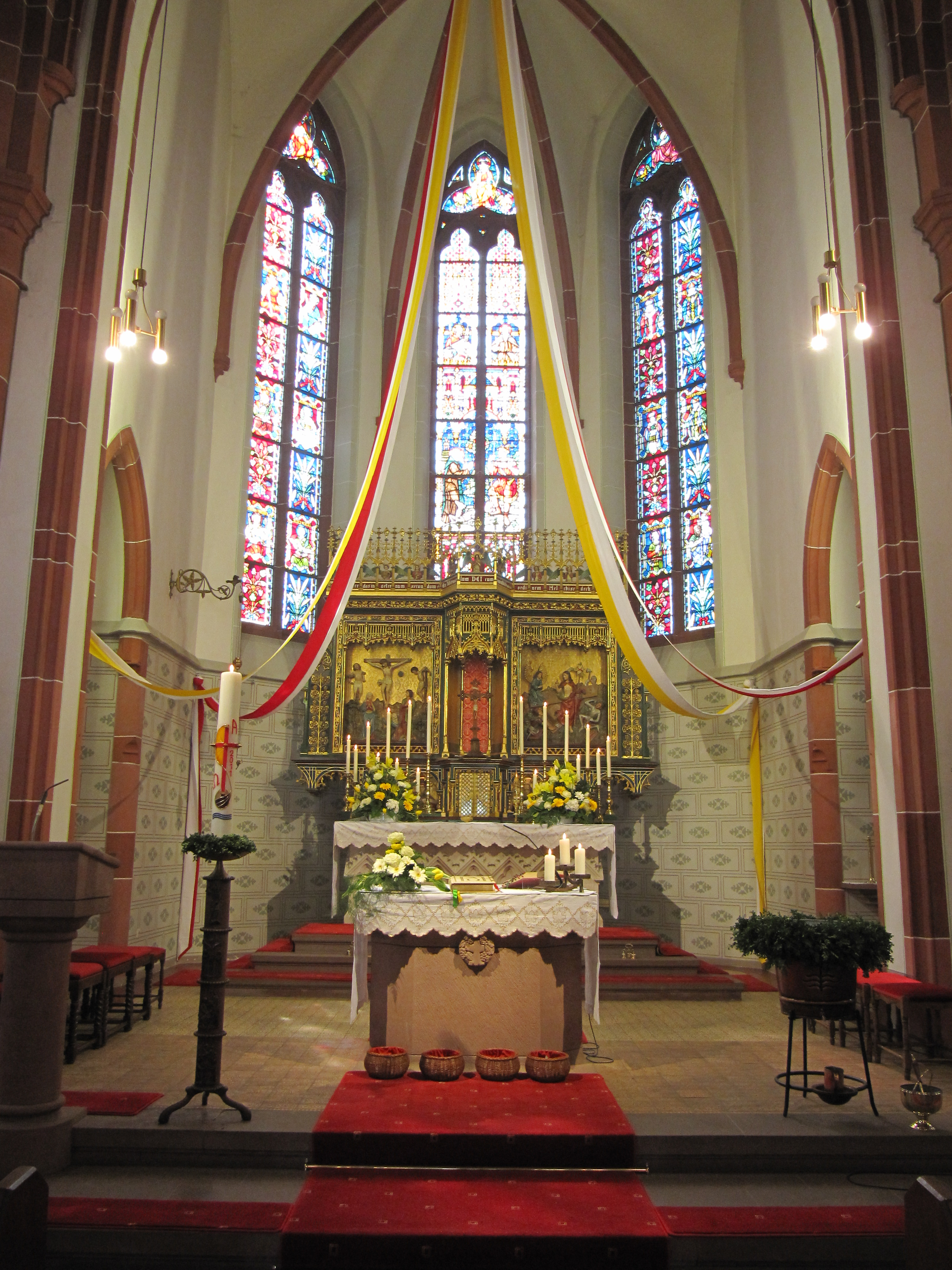
Hauptaltar mit Chor
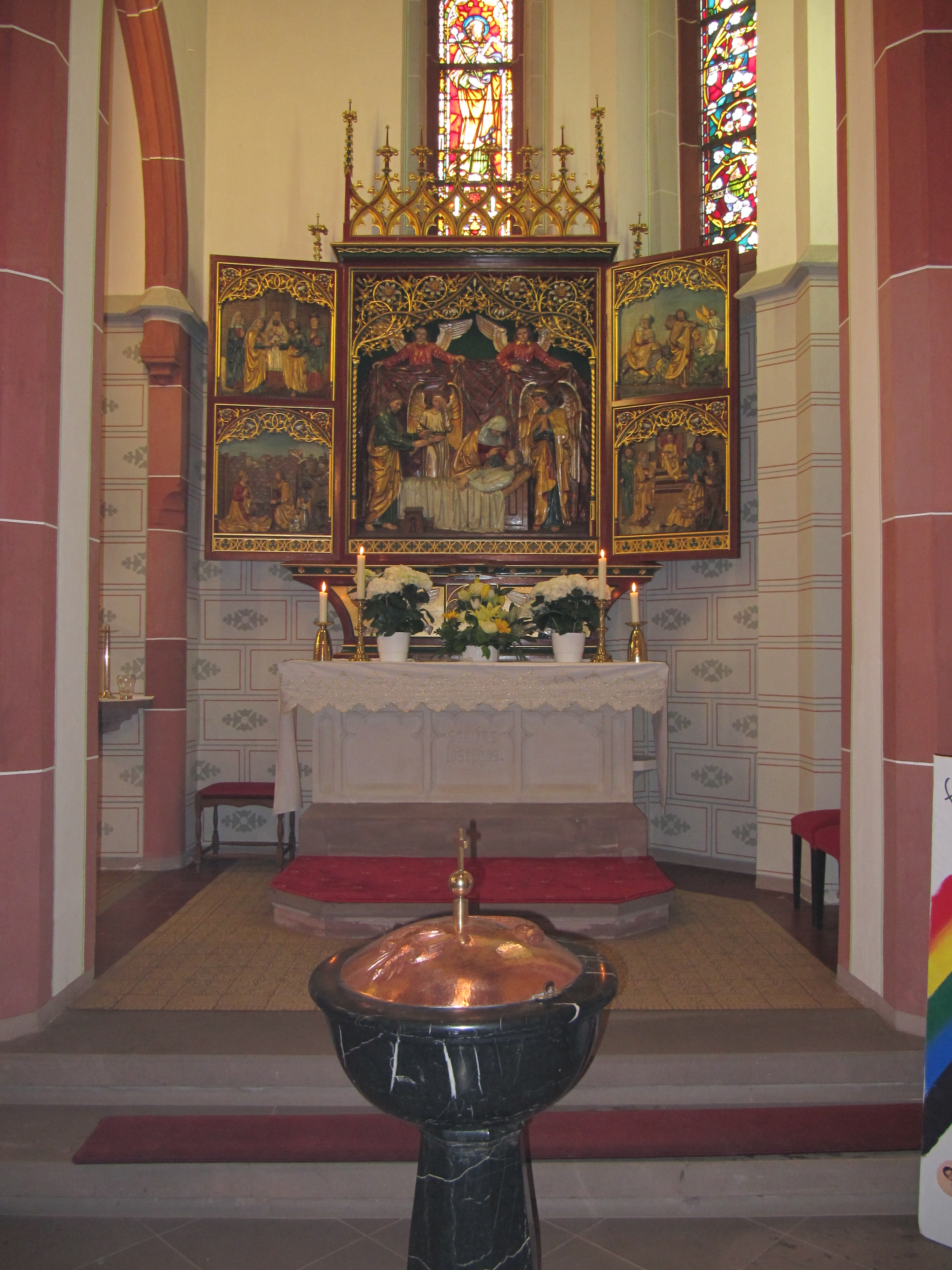
Josefsaltar mit Chor und Taufbecken
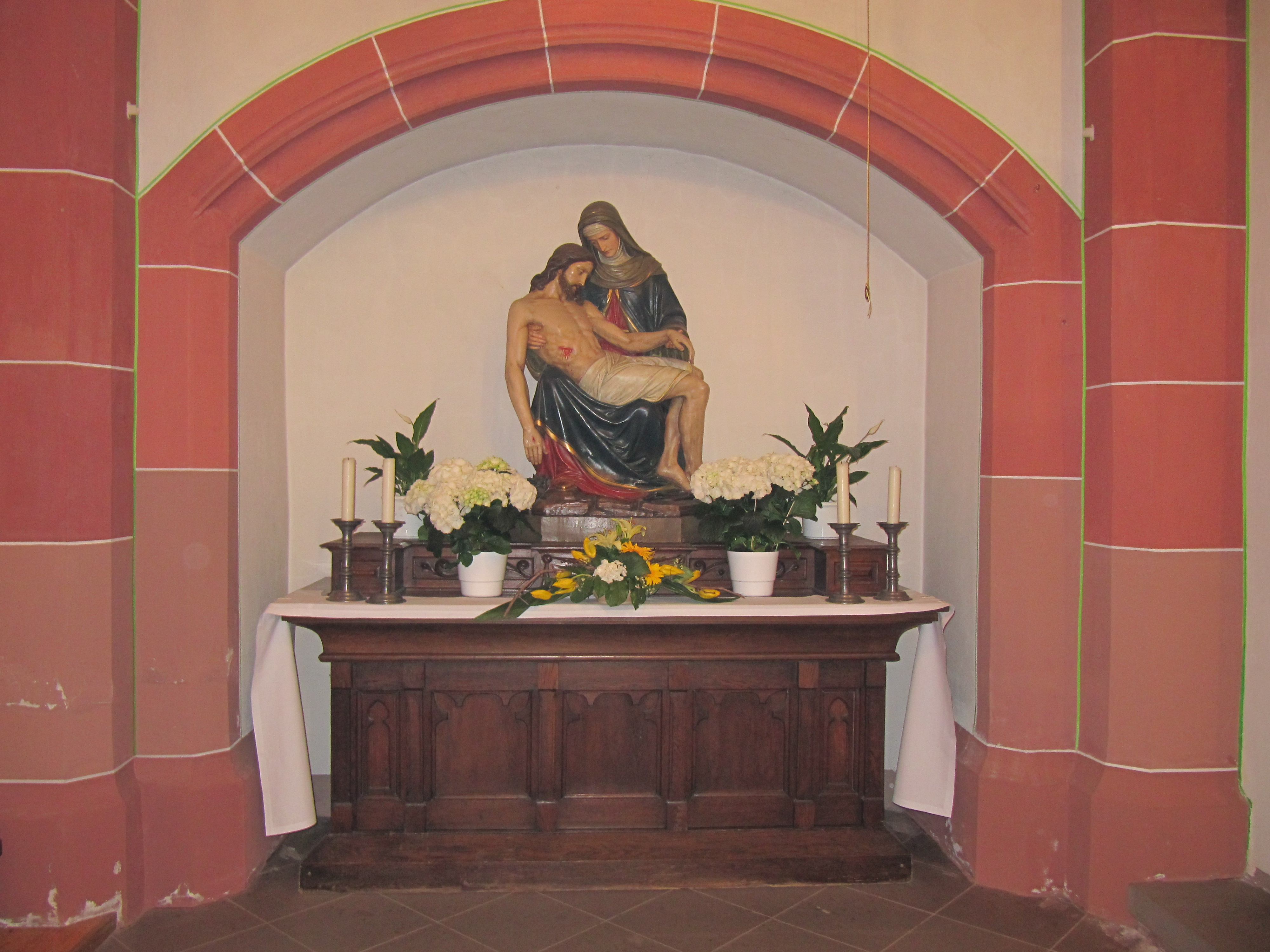
Pietà in der Nähe des Marienaltars
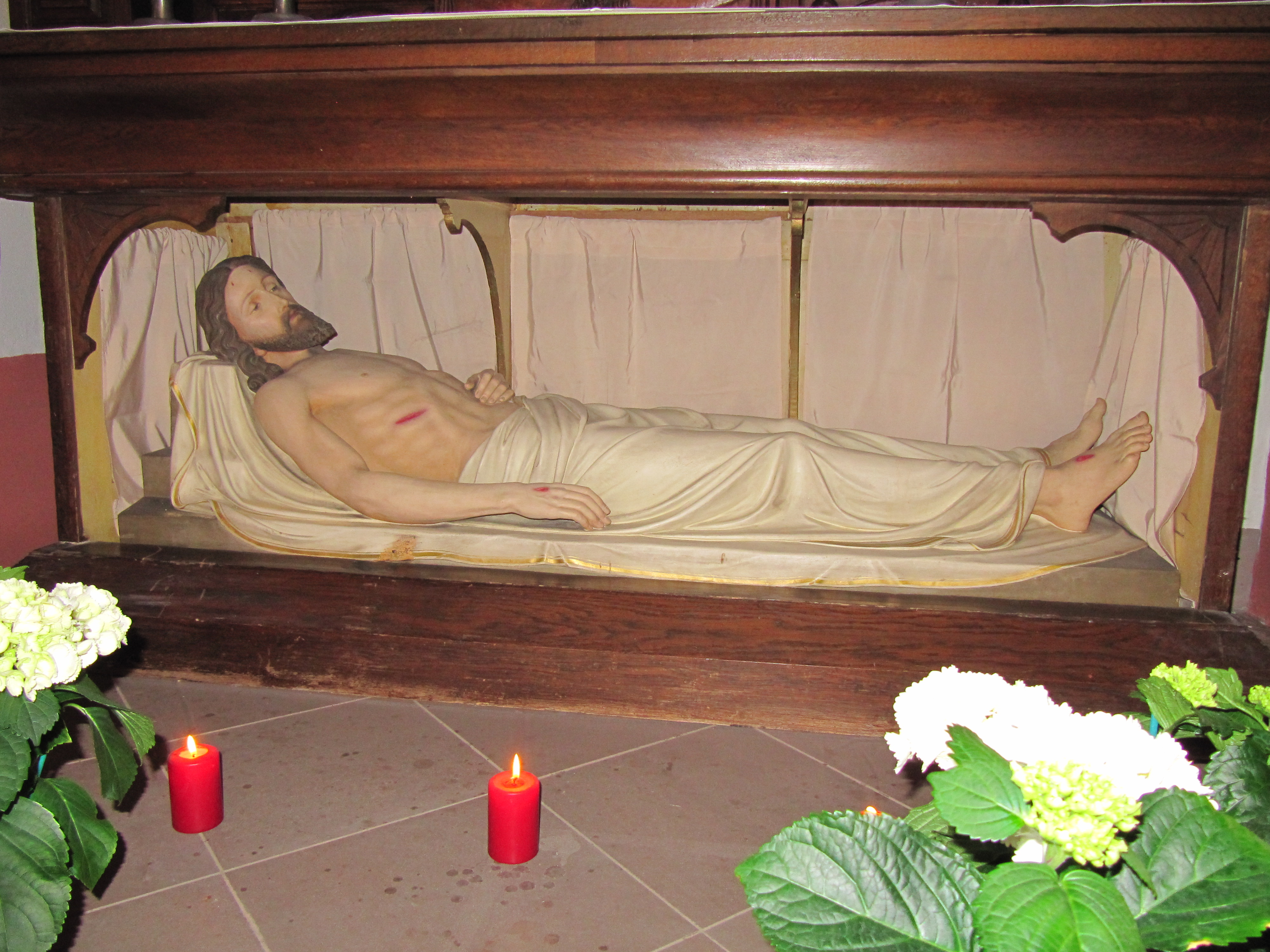
Grabmal Jesu unterhalb der Pietà
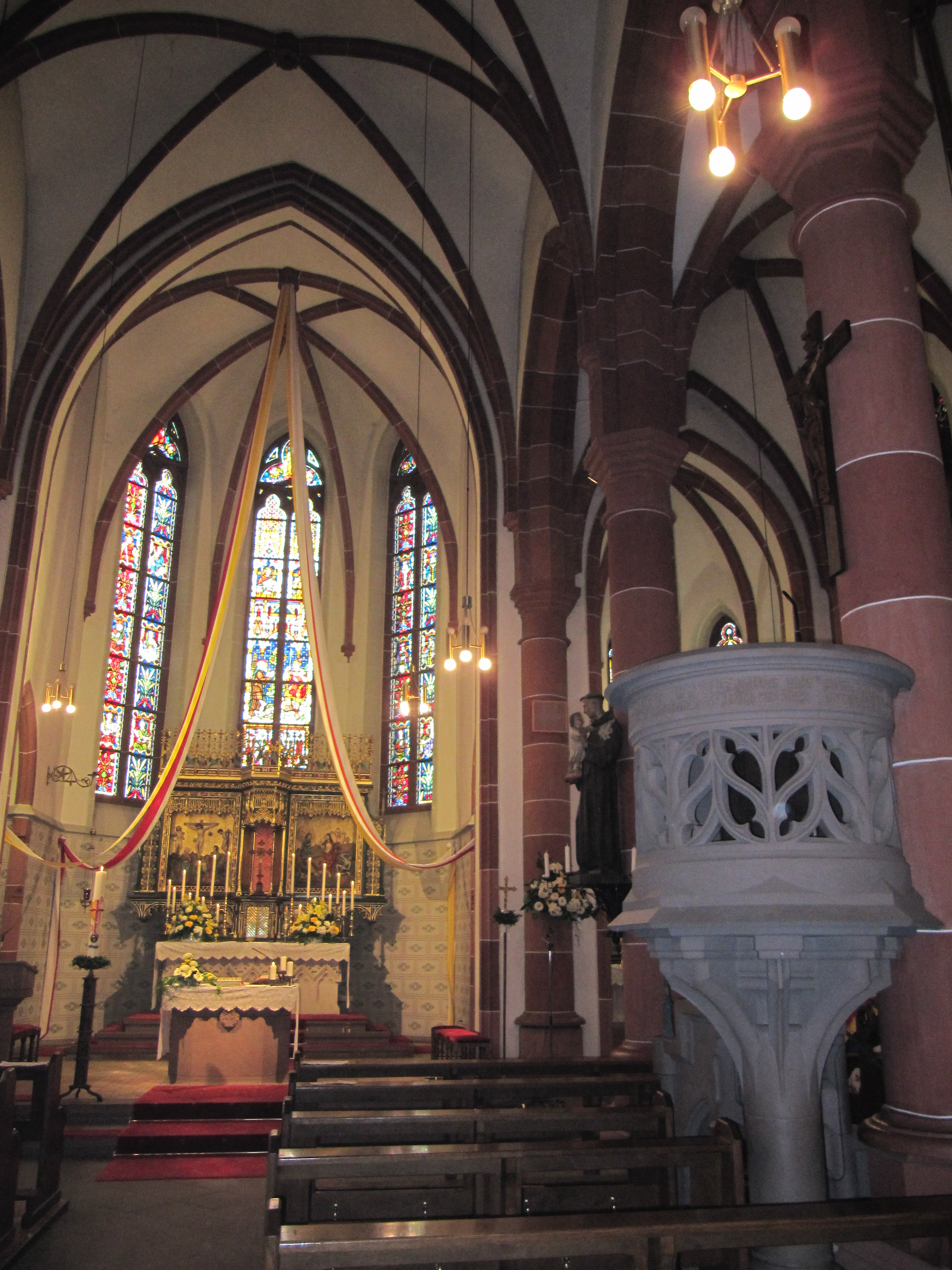
Kanzel mit vorderem Kirchenraum
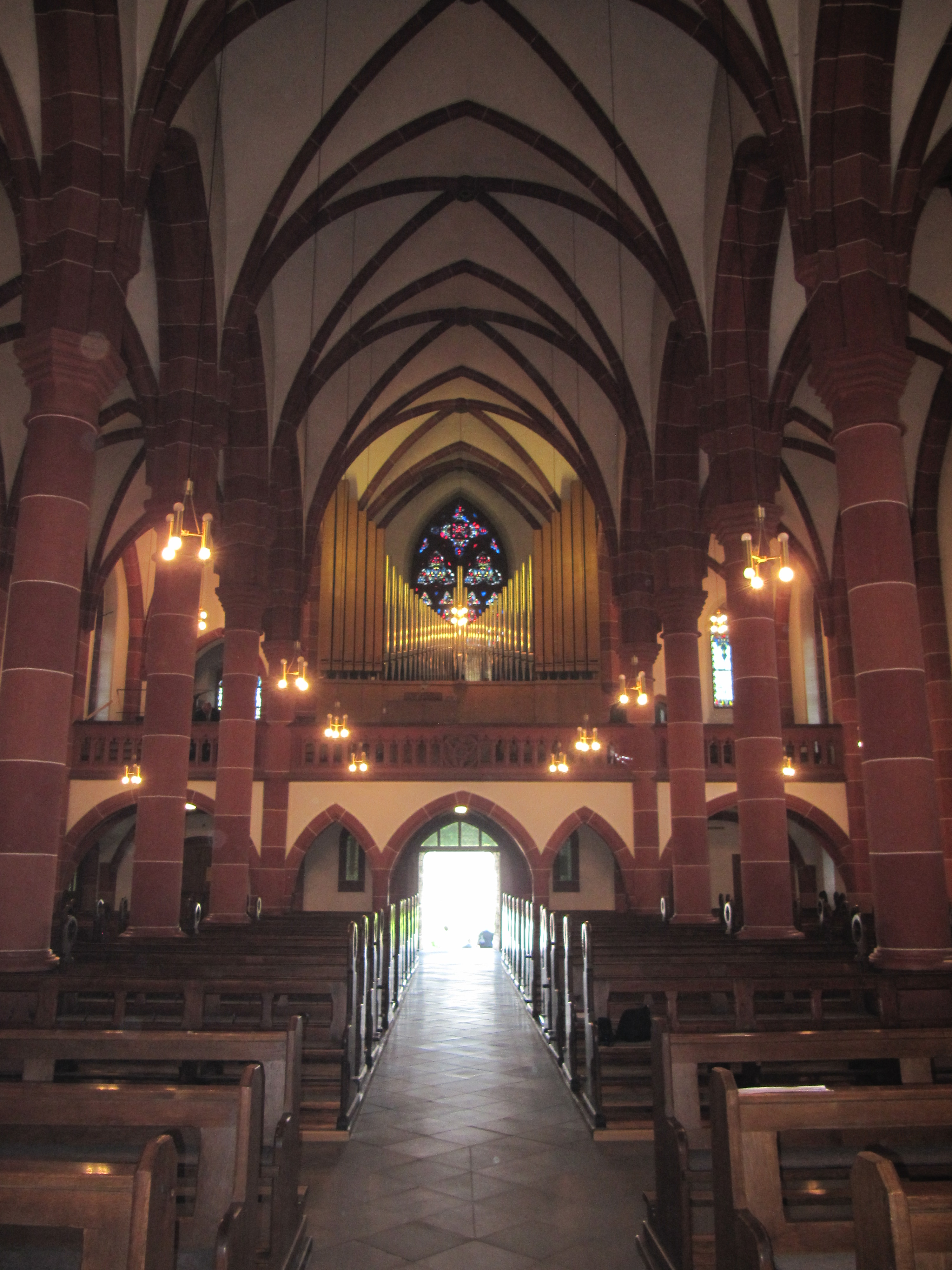
Mittelschiff mit Blick auf den Haupteingang
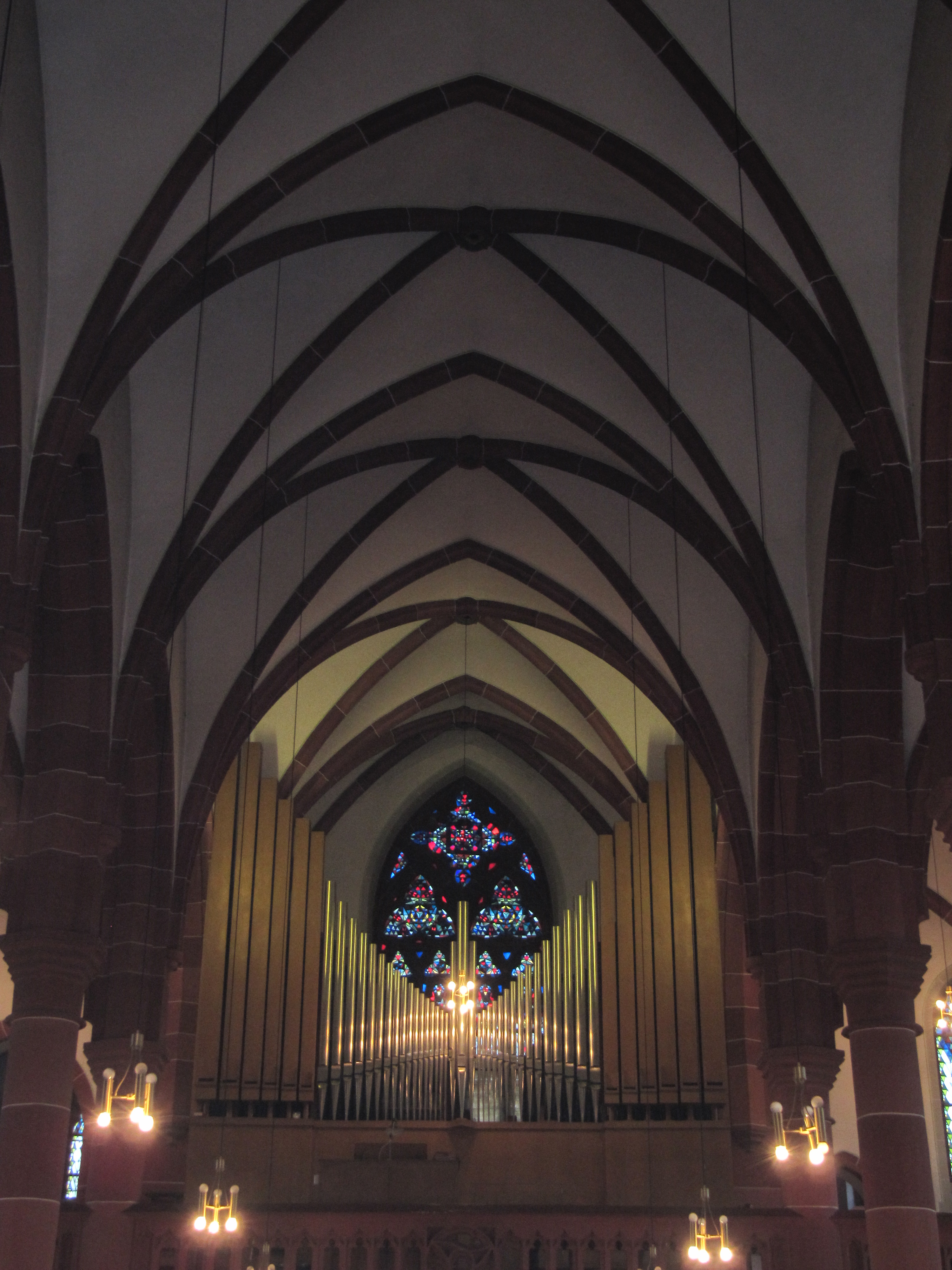
Orgel mit Mittelschiffgewölbe
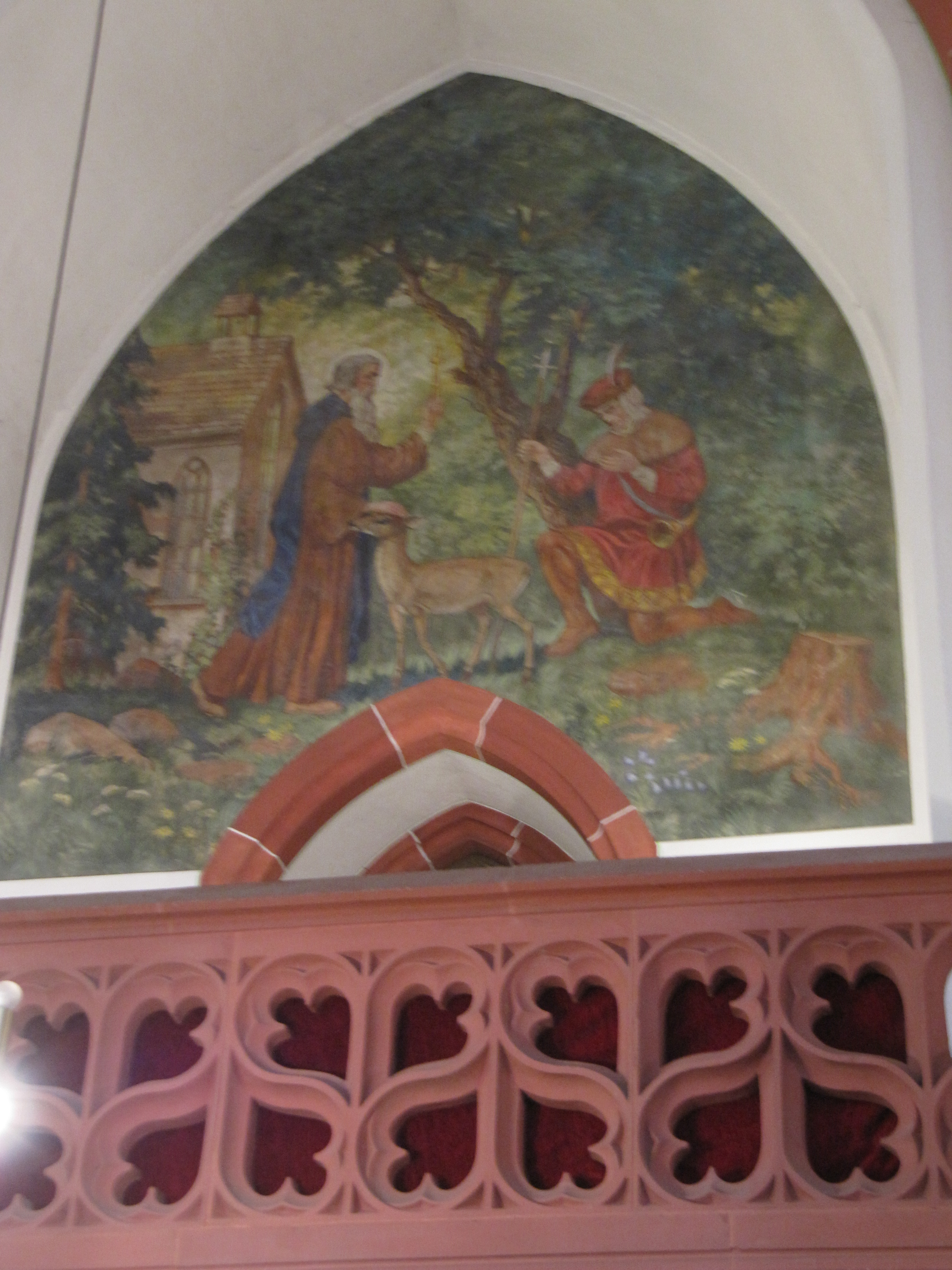
Ägidiusgemälde an der Seitenempore
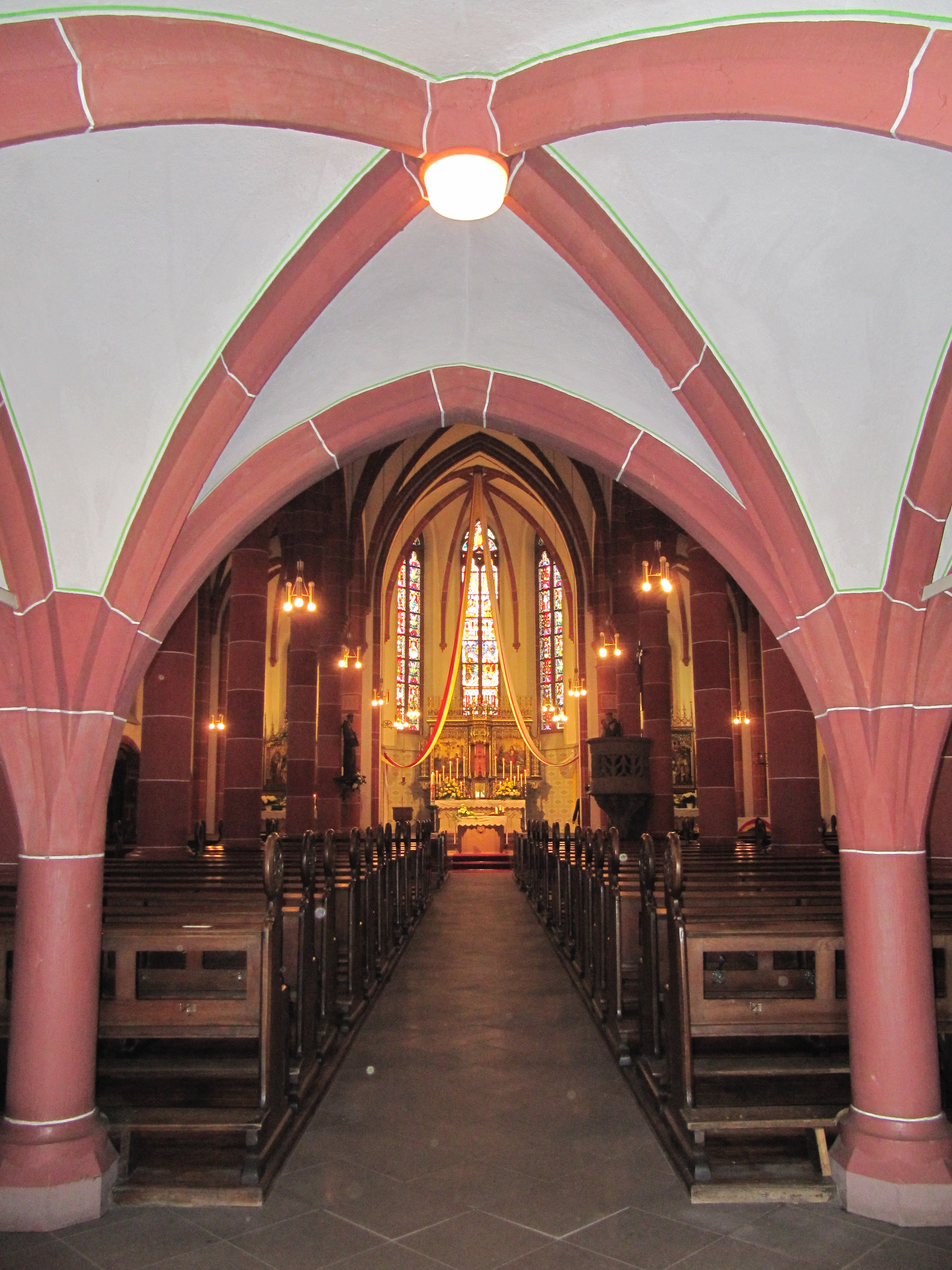
Mittelschiff aus Haupteingangssicht
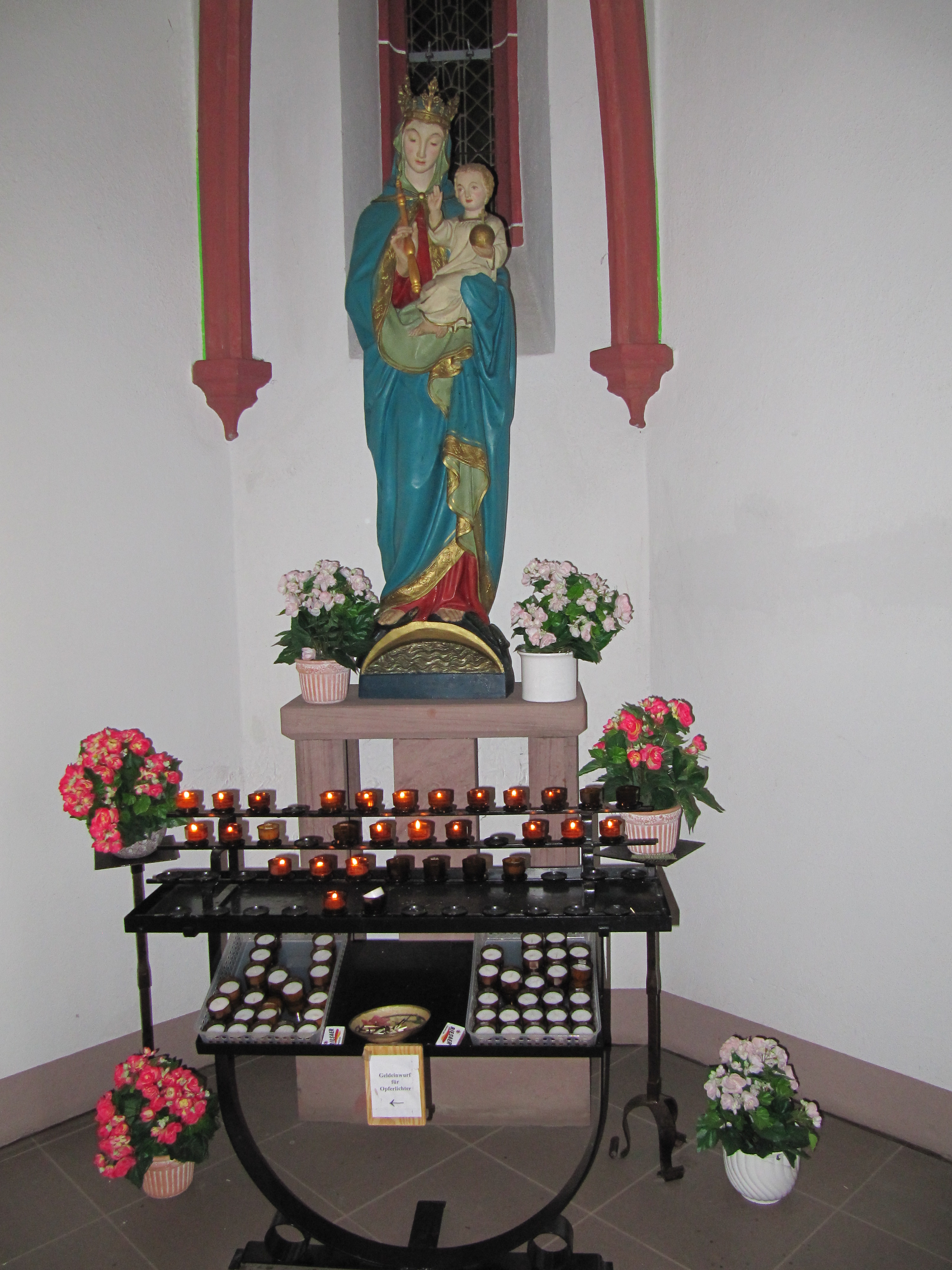
Marienstatue am Haupteingang
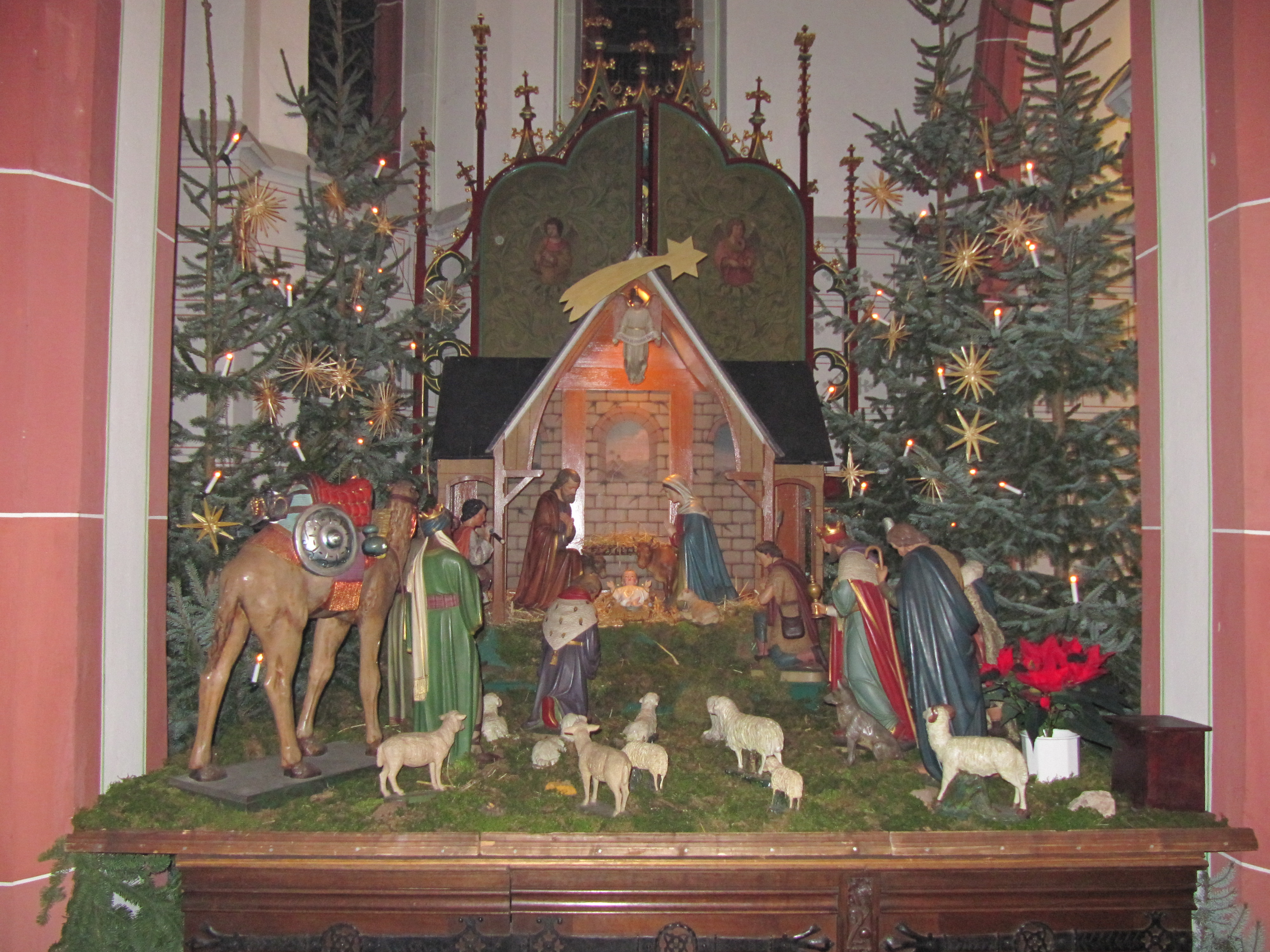
Weihnachtskrippe im Chor des Marienaltars
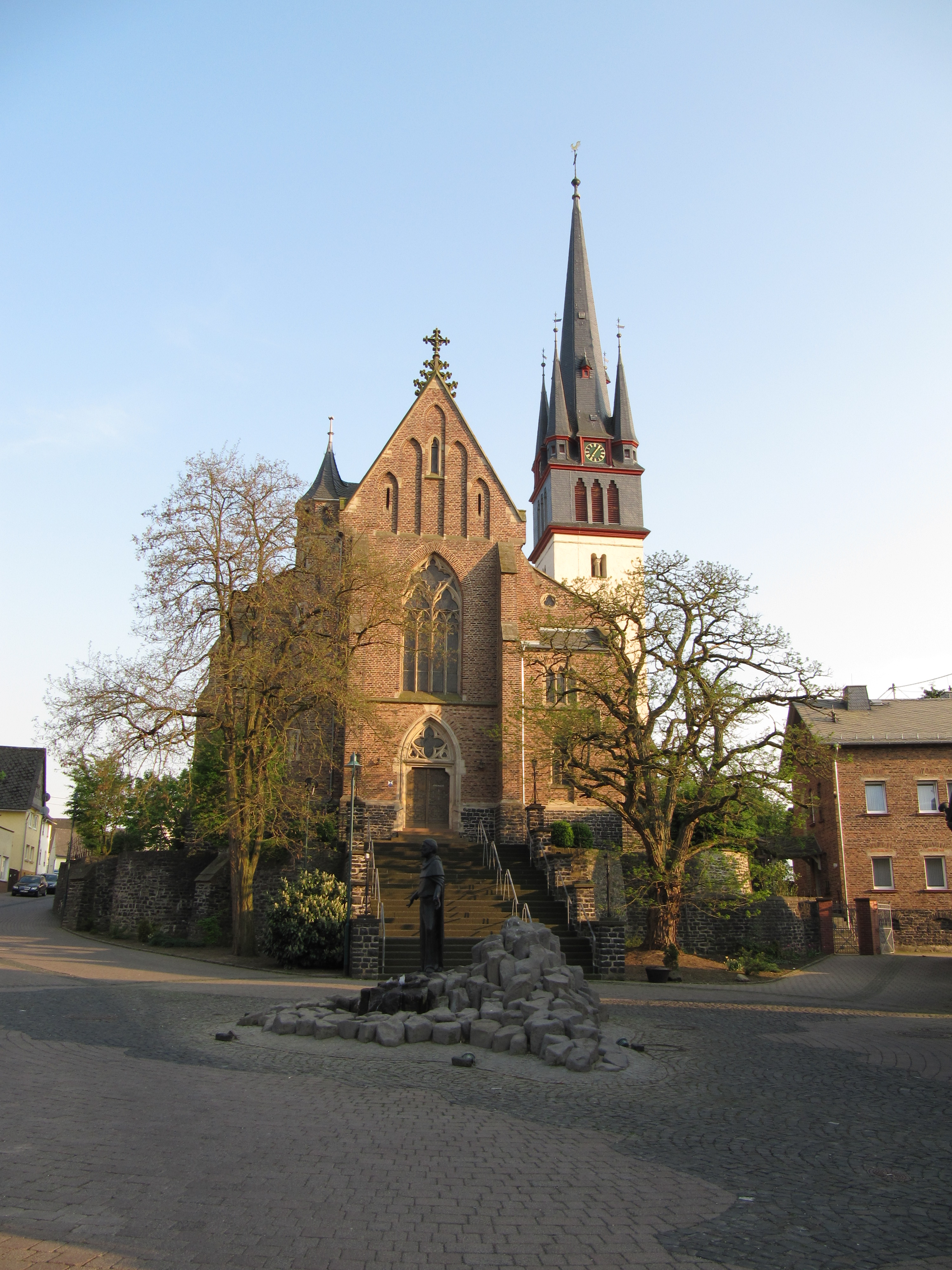
Außenansicht mit Pfarrhaus
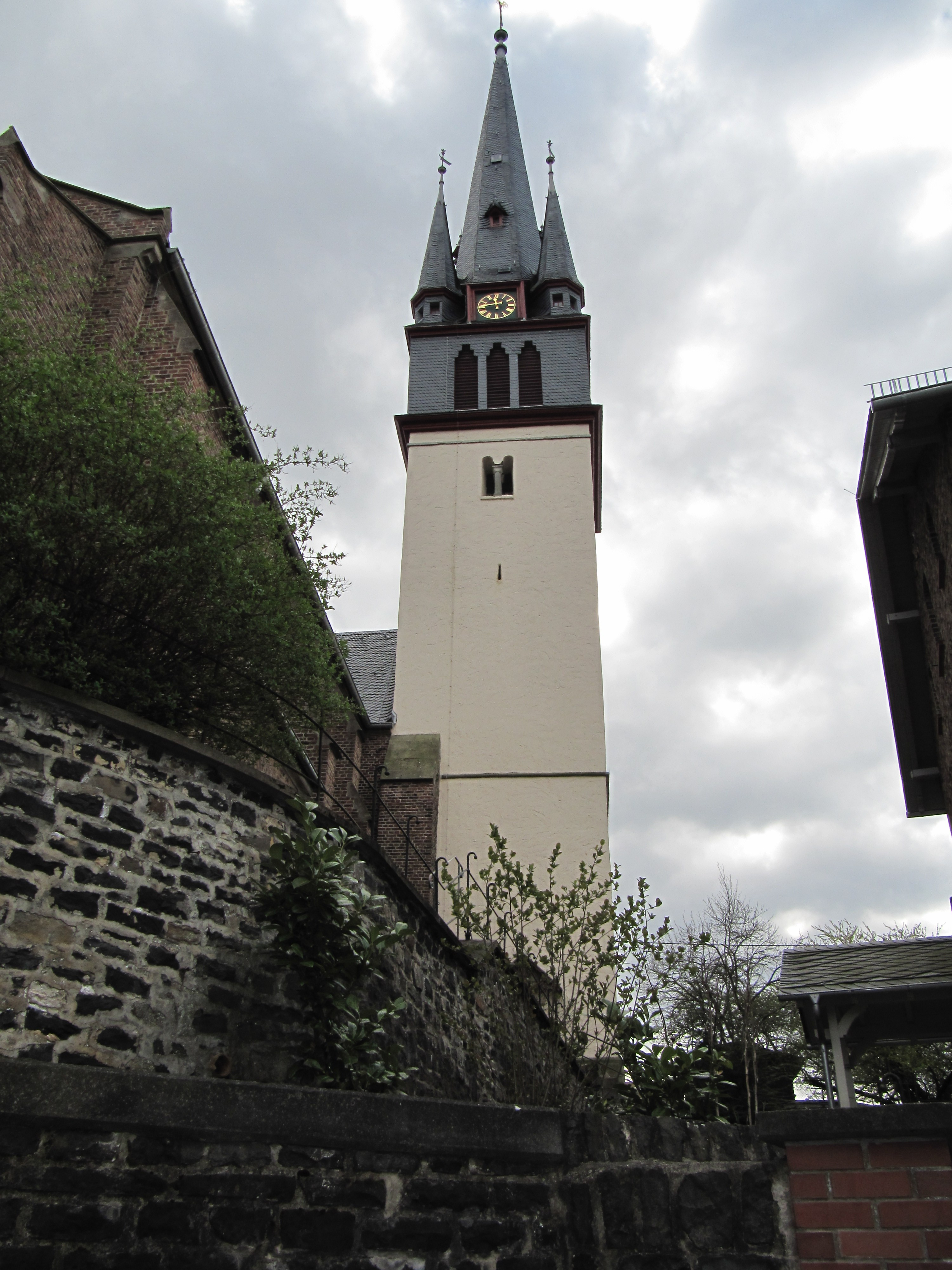
Kirchturm der Pfarrkirche